# 川口市立青木中央小学校
川口市立青木中央小学校（かわぐちしりつ あおきちゅうおうしょうがっこう）は、埼玉県川口市中青木にある公立小学校。
通称は中央小。児童たちの通称は青木っ子。

## 沿革
（沿革節の主要な出典は公式サイト）
- 1963年（昭和38年）4月1日 - 埼玉県川口女子高等学校（現：川口市立高等学校）の跡地に青木小学校と青木南小学校の統合により川口市立青木中央小学校として開校（校舎・体育館等は継承利用）。
- 1963年7月12日 - 校歌（作詞：下山つとむ、作曲：佐々木すぐる）、校章制定。
- 1963年10月6日 - 校旗制定。
- 1963年12月10日‐新校舎による授業開始（開校記念日となる）
- 1966年5月6日‐文部省初等中等局より昭和41年度初等教育教育課程研究指定校に指定
- 1970年6月 - 児童の急増により体育館を解体し、校舎(4階建-12教室)の増築と体育館(5階建-1階-職員室･保健室 2階-図書室･家庭科室･音楽室 3･4･5階は吹抜の体育館)の新築に着手。
- 1972年1月 - 新校舎・新体育館竣工。これにより教室数は36教室となる。
- 1972年4月1日 - 一学年当たりのクラス数を6クラスから5クラスの体制へ移行。
- 1986年10月8日‐学校給食優良校として文部大臣より表彰。
- 1989年11月3日‐全日本健康優良学校といて文部省、厚生省より表彰。
- 2013年（平成25年）3月8日 - 新校舎竣工。落成式が行われる
- 2022年12月10日‐開校60周年。10月に開校60周年記念秋季大運動会、11月に開校60周年記念音楽会が行われる。

## 校歌
青木中央小学校校歌　（作詞　下山つとむ・作曲　佐々木すぐる）

## 教育目標
（教育目標節の主要な出典は公式サイト）
- かしこく
- やさしく
- たくましく

## 通学区域
（通学区域節の主要な出典は公式サイト）
- 青木1丁目 - 全域
- 青木2丁目 - 全域
- 青木3丁目 - 全域
- 青木4丁目 - 全域
- 青木5丁目 - 一部
- 幸町1丁目 - 一部
- 中青木1丁目 - 全域
- 中青木2丁目 - 一部　　　　　　　　　全地区学校への通学手段は徒歩のみ